# 小林朋道
小林 朋道（こばやし ともみち、1958年8月24日 - ）は、日本の動物行動学者。公立鳥取環境大学理事長・学長、鳥取生物学会長。

## 人物
公立鳥取環境大学環境学部環境学科教授。
岡山県生まれ。1981年3月、岡山大学理学部生物学科卒。1993年1月、"AN ANALYSIS OF BIOLOGICAL FUNCTIONS OF ANTI-SNAKE BEHAVIOR BY SIBERIAN CHIPMUNKS(シベリアシマリスによる対ヘビ行動の生物学的機能の解析)"で京都大学博士(理学)。倉敷市立精思高等学校（現岡山県立倉敷中央高等学校）教諭をへて、2001年鳥取環境大学講師。2002年、助教授、2004年1月鳥取環境大学環境情報学部環境政策学科助教授、2006年鳥取環境大学環境情報学部環境政策学科・大学院環境情報学研究科教授。環境マネジメント学科長を経て、2012年鳥取環境大学環境学部環境学科教授。環境学部副学部長を経て、2014年鳥取環境大学副学長補佐(研究・社会貢献・国際交流担当)兼環境学部副学部長兼環境情報学部環境マネジメント学科長。動物行動学、進化心理学が専門で、子どもと自然との関わりに関する動物行動学的解析やシマリス及びアカネズミの行動や生態に関する研究をおこなっている。ヒトも含めた哺乳類、鳥類、両生類、爬虫類、魚類などの行動を、動物の生存や繁殖にどのように役立つかという視点から調べており、ヒトと自然の精神的なつながりについての研究や、森林や水辺の絶滅危惧動物の保全活動に取り組んでいる。1993年4月岡山県野崎教育賞受賞。

## 著書
- 『通勤電車の人間行動学 男がきれいになる時代・女がかわいくなる時代』創流出版、1999
- 『先生、巨大コウモリが廊下を飛んでいます! 鳥取環境大学の森の人間動物行動学』築地書館、2007
- 『人間の自然認知特性とコモンズの悲劇 動物行動学から見た環境教育』ふくろう出版、2007
- 『先生、シマリスがヘビの頭をかじっています! 「鳥取環境大学」の森の人間動物行動学』築地書館、2008
- 『先生、子リスたちがイタチを攻撃しています! 鳥取環境大学の森の人間動物行動学』築地書館、2009
- 『先生、カエルが脱皮してその皮を食べています! 鳥取環境大学の森の人間動物行動学』築地書館、2010
- 『タゴガエル鳴く森に出かけよう! トモミチ先生のフィールドノート』技術評論社、2010
- 『ヒトはなぜ拍手をするのか 動物行動学から見た人間』新潮選書 2010
- 『先生、キジがヤギに縄張り宣言しています! 「鳥取環境大学」の森の人間動物行動学』築地書館、2011
- 『先生、モモンガの風呂に入ってください! 鳥取環境大学の森の人間動物行動学』築地書館、2012
- 『利己的遺伝子から見た人間 愉快な進化論の授業』PHPサイエンス・ワールド新書、2012
- 『なぜヤギは、車好きなのか？鳥取環境大学のヤギの動物行動学』朝日新聞出版、2012
- 『絵でわかる動物の行動と心理 (KS絵でわかるシリーズ)』講談社、2013
- 『先生、大型野獣がキャンパスに侵入しました! 鳥取環境大学の森の人間動物行動学』築地書館、2013
- 『ヒト、動物に会う―コバヤシ教授の動物行動学―』新潮新書、2014
- 『先生、ワラジムシが取っ組みあいのケンカをしています! 鳥取環境大学の森の人間動物行動学』築地書館、2014
- 『ヒトの脳にはクセがある: 動物行動学的人間論』新潮選書、2015
- 『進化教育学入門：動物行動学から見た学習』春秋社、2018
- 『先生，オサムシが研究室を掃除しています！鳥取環境大学の森の人間動物行動学』築地書館、2018
- 『先生，アオダイショウがモモンガ家族に迫っています！鳥取環境大学の森の人間動物行動学』
- 『フィールドワークという魔力』 中央公論 Digital Digest　中央公論社、 2019
- 『先生，脳の中で自然が叫んでいます！鳥取環境大学の森の人間動物行動学』築地書館、2019
- 『先生，大蛇が図書館をうろついています！鳥取環境大学の森の人間動物行動学』築地書館、2020
- 『カワネズミが見てみたい！』くもん出版 2021
- 『先生，アオダイショウがモモンガ家族に迫っています！鳥取環境大学の森の人間動物行動学』築地書館、2021
- 『先生，モモンガが尻でフクロウを脅しています！鳥取環境大学の森の人間動物行動学』築地書館、2022
- 『人間の自然認知特性とコモンズの悲劇 動物行動学から見た環境教育』ディスカバー・ツウェンティーワン　2022
- 『動物行動学者、モモンガに怒られる　身近な野生動物たちとの共存を全力で考えた!』山と渓谷社 2022

- 『先生，モモンガが尻でフクロウを威嚇しヒキガエルが目移りしてダンゴムシを食べられません！鳥取環境大学の森の人間動物行動学』築地書館、2023
- 『モフモフはなぜ可愛いのか　動物行動学でヒトを解き明かす』新潮新書、2024
- 『先生、シロアリが空に向かってトンネルを作っています！鳥取環境大学の森の人間動物行動学』築地書館、2024

## 論文
- 国立情報学研究所収録論文 国立情報学研究所